# 瓜割の滝
瓜割の滝（うりわりのたき）は、福井県三方上中郡若狭町の若狭瓜破名水公園にある湧水から生ずる滝で、1985年（昭和60年）名水百選に選ばれるとともに、輝きと優しさに出会えるまち若狭町として水の郷百選を代表する名水である。

## 概要
湧水の流量は4,500t/日。水温が11.7℃と冷たく、その冷たさで瓜が自然に割れたとの故事から「瓜割の滝」と呼ばれる。
泰澄大師が開いた天徳寺（真言宗）の境内奥の森中にある。滝周辺は元々「水の森」と呼ばれる修験者の修行地で、また朝廷の雨乞いを司る祈祷所だったとされる。
また、水中には紅藻植物のベニマダラ（Hildenbrandia rivularis、ベニマダラ属の一種）が繁殖しており、「福井県のすぐれた自然」に選定されている。福井県内で最大のベニマダラ繁殖地とされる。この繁茂により水中の石が赤く染まっており、「赤い石」という名物になっている。
2015年（平成27年）3月、環境省名水百選選抜総選挙で「おいしさが素晴らしい名水部門」第2位の得票数を得た。
2015年（平成27年）4月24日、「海と都をつなぐ若狭の往来文化遺産群 - 御食国（みけつくに）若狭と鯖街道 - 」の構成文化財として日本遺産に認定される。

## 情報

### 所在地
福井県三方上中郡若狭町天徳寺38-3

#### アクセス
- JR小浜線「上中駅」下車、徒歩約15分[1]
- 舞鶴若狭自動車道若狭上中インターチェンジから国道27号を小浜・舞鶴方面へ約20分[1]

### 若狭瓜破名水公園
瓜割の滝を主軸に据えて開発された公園。野菜販売・食事処を営業する施設｢名水の里｣がある。
6月にはアジサイが見ごろとなる。毎年8月に｢若狭瓜割名水まつり｣が開催される。